# Estadio Defensores del Chaco
El Estadio Defensores del Chaco, por razones de patrocinio llamado Estadio ueno Defensores del Chaco, es el estadio de fútbol más emblemático de Paraguay. Está ubicado en el barrio Sajonia de la ciudad de Asunción. Este recinto, habitualmente sede de numerosos partidos de fútbol de variada índole, tanto nacional como internacional, se ha constituido históricamente en la casa de la selección paraguaya de dicho deporte.
Además, cuenta con la particularidad de ser uno de los pocos estadios en el mundo que pertenece a su respectiva asociación nacional.
Actualmente la mayoría de los equipos paraguayos en torneos continentales ofician de local aquí.

## Historia
En el año 1915, el presidente Eduardo Schaerer donó a la recién creada Liga Paraguaya de Fútbol terrenos de su propiedad en el barrio Sajonia para la construcción del hoy estadio Estadio Defensores del Chaco, igualmente aprobó los estatutos de la Liga Paraguaya de Fútbol, fundada en 1906.
La construcción se inició en 1916 bajo la presidencia en la Asociación Paraguaya de Fútbol de Enrique Pinho, con el nombre de Estadio de la Liga. Las obras duraron muchos años e incluso se utilizó durante algún tiempo antes de concluirse.
Fue inaugurado en 1917 y su primer nombre fue Estadio de Puerto Sajonia porque estaba ubicado en el Sajonia Barrio de Asunción. Luego de que Uruguay prestara el Estadio Gran Parque Central para realizar el Campeonato Sudamericano de 1924 (posteriormente llamado Copa América) y que la selección charrúa ganara la medalla de oro olímpica en fútbol en 1924, la Asociación Paraguaya de Fútbol decidió cambiar el nombre a Estadio Uruguay en honor a la Nación Sudamericana. A su vez, se utilizaron las ganancias de la Copa América 1924 para reformar este estadio.
En 1932, durante la guerra del Chaco contra Bolivia, en el mismo lugar donde hoy se asienta el estadio se reclutó al ejército que se aprestaba a combatir. Fue totalmente destruido después de 1935 (año en que finalizó la contienda), tras lo cual es reedificado parcialmente en 1939. Sin embargo, el estadio fue abandonado y su reconstrucción total tomó bastante tiempo, cambiando de nombre nuevamente a Estadio de Puerto Sajonia. Recién en 1956, luego de la obtención de la Copa América de 1953 por parte del seleccionado nacional, se dispuso del dinero suficiente para construir las graderías denominadas "Campeones de Lima", en homenaje a los gestores de aquella conquista que se produjo en la capital peruana. Fue remodelado en 1968, siendo dotado del sistema de iluminación. En 1974 recibe el nombre actual de los Defensores del Chaco, en honor a los soldados que lucharon en dicha guerra. El estadio fue remodelado entre 1980 y 1983, y de vuelta es refaccionado en 1995.
En 1998 se efectuó una importante restauración con vistas a los partidos que debía cumplir la selección en el marco de las eliminatorias al mundial y de la Copa América 1999. Desde las eliminatorias al mundial 2002 se han venido realizando obras de acondicionamiento de sillas numeradas de acuerdo con las disposiciones de la FIFA. Por esta razón su capacidad se ha reducido de 50 000 a 40.000 espectadores (antes de la nueva remodelación).
Por otra parte, bajo las tribunas del estadio se construyó el Museo del fútbol paraguayo, inaugurado en 2006 para conmemorar el centenario de la Asociación Paraguaya de Fútbol.
Durante los primeros meses de 2008, el estadio fue sometido a algunas reformas, como nuevas estructuras de graderías, palcos de honor, salas de prensa y cabinas de transmisión, así como baños y vestuarios modernos.
El 18 de octubre de 2023 se cambió el nombre de "Estadio Defensores del Chaco" a "Estadio ueno Defensores del Chaco", después de que Ueno se haya convertido en Patrocinador Oficial de la APF. 

## Eventos deportivos

### Copa América 1975

#### Primera ronda
| 30 de julio de 1975             | Paraguay | 0:1 (0:1) | Colombia | Estadio Defensores del Chaco, Asunción                                    |                                                                           |
|                                 |          |           | Díaz 40' | Asistencia: 50.000 espectadores Árbitro(s): Arnaldo Cézar Coelho (Brasil) | Asistencia: 50.000 espectadores Árbitro(s): Arnaldo Cézar Coelho (Brasil) |
| Partido suspendido al minuto 43 |          |           |          |                                                                           |                                                                           |

| 10 de agosto de 1975 | Paraguay                 | 3:1 (2:1) | Ecuador       | Estadio Defensores del Chaco, Asunción                               |                                                                      |
|                      | Báez 21' · Rolón 39' 58' |           | Castañeda 31' | Asistencia: 10.000 espectadores Árbitro(s): Armando Marques (Brasil) | Asistencia: 10.000 espectadores Árbitro(s): Armando Marques (Brasil) |

### Copa América 1979

#### Primera ronda
| 13 de septiembre de 1979 | Paraguay               | 2:0 (1:0) | Ecuador | Estadio Defensores del Chaco, Asunción                              |                                                                     |
|                          | Morel 27' · Osorio 48' |           |         | Asistencia: 25.000 espectadores Árbitro(s): Abel Gnecco (Argentina) | Asistencia: 25.000 espectadores Árbitro(s): Abel Gnecco (Argentina) |

| 20 de septiembre de 1979 | Paraguay | 0:0 | Uruguay | Estadio Defensores del Chaco, Asunción                     |  |
|                          |          |     |         | Asistencia: 25.000 espectadores Árbitro(s): Sergio Vásquez |  |

#### Semifinal
| 24 de octubre de 1979 | Paraguay                 | 2:1 (2:0) | Brasil      | Estadio Defensores del Chaco, Asunción                              |                                                                     |
|                       | Morel 16' · Talavera 35' |           | Palinha 79' | Asistencia: 50.000 espectadores Árbitro(s): Ramón Barreto (Uruguay) | Asistencia: 50.000 espectadores Árbitro(s): Ramón Barreto (Uruguay) |

#### Final
| 28 de noviembre de 1979 | Paraguay                       | 3:0 (2:0) | Chile | Estadio Defensores del Chaco, Asunción                                      |                                                                             |
|                         | Romero 12', 85' · M. Morel 36' |           |       | Asistencia: 40.000 espectadores Árbitro(s): Luis Gregorio Da Rosa (Uruguay) | Asistencia: 40.000 espectadores Árbitro(s): Luis Gregorio Da Rosa (Uruguay) |

### Copa América 1983

#### Semifinal
| 13 de octubre de 1983 | Paraguay  | 1:1 (0:0) | Brasil   | Estadio Defensores del Chaco, Asunción                            |                                                                   |
|                       | Morel 70' |           | Éder 88' | Asistencia: 55.000 espectadores Árbitro(s): Gastón Castro (Chile) | Asistencia: 55.000 espectadores Árbitro(s): Gastón Castro (Chile) |

### Copa América 1999

#### Primera fase

##### Grupo A
| 29 de junio de 1999 | Perú                                     | 3:2 (0:1) | Japón               | Estadio Defensores del Chaco, Asunción |                                    |
|                     | Jorge Soto 70' · Roberto Holsen 74', 81' |           | S. Nakamura 6', 79' | Árbitro(s): Byron Moreno (Ecuador)     | Árbitro(s): Byron Moreno (Ecuador) |

| 29 de junio de 1999 | Paraguay | 0:0 | Bolivia | Estadio Defensores del Chaco, Asunción |  |
|                     |          |     |         | Árbitro(s): Mario Sánchez (Chile)      |  |

| 2 de julio de 1999 | Perú              | 1:0 (0:0) | Bolivia | Estadio Defensores del Chaco, Asunción |                                        |
|                    | Ysrael Zúñiga 87' |           |         | Árbitro(s): Luis Solórzano (Venezuela) | Árbitro(s): Luis Solórzano (Venezuela) |

| 2 de julio de 1999 | Paraguay                                         | 4:0 (2:0) | Japón | Estadio Defensores del Chaco, Asunción |                                       |
|                    | Miguel Benítez 18', 62' · R. Santa Cruz 40', 86' |           |       | Árbitro(s): Benito Archundia (México)  | Árbitro(s): Benito Archundia (México) |

#### Cuartos de final
| 10 de julio de 1999 | Perú                                                        | 3:3 (3:2) (2:4 p.)         | México                                            | Estadio Defensores del Chaco, Asunción |                                      |
|                     | Roberto Palacios 6' · José Pereda 15' · Nolberto Solano 43' |                            | Luis Hernández 28', 33' (p) · Gerardo Torrado 87' | Árbitro(s): Wilson de Souza (Brasil)   | Árbitro(s): Wilson de Souza (Brasil) |
|                     |                                                             | Tiros desde el punto penal |                                                   |                                        |                                      |
|                     | Solano · Soto · José Soto · Reynoso                         |                            | Suárez · Terrazas · García · Zepeda               |                                        |                                      |

| 10 de julio de 1999 | Paraguay                           | 1:1 (1:0) (3:5 p.)         | Uruguay                                             | Estadio Defensores del Chaco, Asunción |                                   |
|                     | Miguel A. Benítez 15'              |                            | Marcelo Zalayeta 65'                                | Árbitro(s): Óscar Ruiz (Colombia)      | Árbitro(s): Óscar Ruiz (Colombia) |
|                     |                                    | Tiros desde el punto penal |                                                     |                                        |                                   |
|                     | Acuña · Gamarra · Enciso · Benítez |                            | Fleurquín · Guigou · Alonso · Zalayeta · Magallanes |                                        |                                   |

#### Semifinal
| 13 de julio de 1999 | Uruguay                                             | 1:1 (1:0) (5:3 p.)         | Chile                           | Estadio Defensores del Chaco, Asunción |                                      |
|                     | Alejandro Lembo 22'                                 |                            | Iván Zamorano 73'               | Árbitro(s): Ubaldo Aquino (Paraguay)   | Árbitro(s): Ubaldo Aquino (Paraguay) |
|                     |                                                     | Tiros desde el punto penal |                                 |                                        |                                      |
|                     | Del Campo · Guigou · Alonso · Zalayeta · Magallanes |                            | Vargas · Aros · Pizarro · Reyes |                                        |                                      |

#### Tercer lugar
| 18 de julio de 1999 | Chile        | 1:2 (0:1) | México                    | Estadio Defensores del Chaco, Asunción                                   |                                                                          |
|                     | Palacios 81' |           | Palencia 26' · Zepeda 87' | Asistencia: 30.000 espectadores Árbitro(s): Horacio Elizondo (Argentina) | Asistencia: 30.000 espectadores Árbitro(s): Horacio Elizondo (Argentina) |

#### Final
| 18 de julio de 1999 | Uruguay | 0:3 (0:2) | Brasil                         | Estadio Defensores del Chaco, Asunción                            |                                                                   |
|                     |         |           | Rivaldo 20', 27' · Ronaldo 46' | Asistencia: 43.000 espectadores Árbitro(s): Óscar Ruiz (Colombia) | Asistencia: 43.000 espectadores Árbitro(s): Óscar Ruiz (Colombia) |

### Finales Importantes
En el Defensores se llevaron a cabo varias finales de distintos torneos internacionales, ya sea de clubes o de selecciones nacionales, las cuales se citan a continuación:
- Copa América (2): 1979 y 1999.
- Copa Libertadores de América (10): 1960, 1975, 1979, 1985, 1989, 1990, 1991, 2002, 2013 y 2014.
- Copa Intercontinental (1): 1979.
- Supercopa Sudamericana (1): 1990.
- Copa Interamericana (1): 1979.
- Preolímpico Sudamericano Sub-23 (1): 1992.
- Campeonato Sudamericano Sub-20 (4): 1967, 1971, 1985 y 2007.
- Campeonato Sudamericano Sub-17 (2): 1991 y 1997.
- Campeonato Sudamericano Sub-16 (1): 2004.

## Conciertos
| País | Artista | Fecha                    |
| --- | --- | ------------------------ |
| Bandera de Australia | Air Supply | 12 de noviembre de 1989  |
| Bandera de Suecia | Roxette - Join the Joyride! Tour | 23 de abril de 1992      |
| Bandera del Reino Unido | Duran Duran | 27 de abril de 1993      |
| Bandera de Estados Unidos | Bon Jovi - I'll Sleep When I'm Dead Tour                                                                                              | 5 de noviembre de 1993   |
| Bandera de México | Luis Miguel - Aries Tour | 26 de noviembre de 1993  |
| Bandera de México | Bronco | 11 de noviembre de 1994  |
| Bandera de México | Luis Miguel - Tour América 1996 | 3 de diciembre de 1996   |
| Bandera de Irlanda · Bandera de Israel · Bandera de Italia · Bandera de Argentina · Bandera del Reino Unido · Bandera de la República Dominicana · Bandera de Paraguay | Ronan Keating, Ajinoam Nini, Al Bano, Alejandro Lerner, Paul Young, Chichí Peralta, Lizza Bogado, Marco de Brix, Juan Cancio Barreto. | 20 de septiembre de 2006 |
| Bandera de México | RBD - Empezar desde cero Tour | 25 de abril de 2008      |
| Bandera de México | Luis Miguel - Gira Luis Miguel / Gira grandes éxitos                                                                                  | 6 de noviembre de 2010   |
| Bandera de Francia · Bandera de España · Bandera de Estados Unidos · Bandera de Suiza                                                                                  | Il Divo | 20 de diciembre de 2011  |
| Bandera del Reino Unido | Paul McCartney - On the Run | 17 de abril de 2012      |
| Bandera de Uruguay | El Cuarteto de Nos - Tour Lámina Once                                                                                                 | 6 de febrero de 2023     |

## Otros eventos
El estadio también ha sido escenario de diversos eventos como conciertos musicales, reuniones políticas o religiosas. El 23 de abril de 1992 el dúo sueco Roxette visitó el país con su gira musical Join the Joyride! Tour.  En 1993, el grupo de rock Bon Jovi hizo su presentación, época en la cual el grupo gozaba de un buen momento. El 20 de septiembre de 2006 se realizó en el estadio Defensores del Chaco el concierto «Música versus hambre», uno de los más grandes que ha tenido lugar en Paraguay, organizado por la Organización para la Alimentación y la Agricultura (FAO), en el que estuvieron presentes cantantes como el irlandés Ronan Keating, la israelí Noa, el italiano Al Bano Carrisi, el argentino Alejandro Lerner, el británico Paul Young y el dominicano Chichí Peralta, entre otros. También actuaron reconocidos artistas locales como los cantantes Lizza Bogado y Marco de Brix, y el guitarrista Juan Cancio Barreto.
El 25 de abril de 2008 llega el fenómeno mundial de los años 2000s, el sexteto mexicano RBD se presentaba ante 25.000 almas con su Tour Mundial Empezar desde Cero.

## Remodelación
En marzo de 2012, se llevó a cabo la finalización de las obras de reempastado y potenciación de la estructura lumínica del coliseo. Se estima que con un buen mantenimiento el nuevo césped del tipo cynodon dactylon (bermudas) tenga una duración de 10 años. En cuanto al sistema lumínico, su capacidad podrá superar el nivel promedio exigido por la FIFA.
En el año 2015 fue sometido a una ampliación, las graderías detrás de los arcos fueron extendidos hacia abajo, además se construyó una nueva platea vip en la parte baja de la zona de plateas, aumentando su capacidad a la actual de 42.354 espectadores.